# Pastaloca
Los pastaloca (también pastalac, pastalath o pastaluc) fueron una tribu coahuilteca que poblaban una región entre el río Bravo y el río Nueces, en el territorio de los actuales condados texanos de Dimmit y Zábala, de hecho en este lugar había una ranchería de coahuiltecos donde cohabitaban ocho grupos distintos. Igualmente poblaban otra ranchería al sur del actual condado de Maverick, esta vez cohabitando con cinco grupos tribales (Quems, Pachul, Ocanas, Chaguan y Paacs).
Fueron evangelizados en la Misión de San Juan Bautista (albergaba 61 familias pastaloca) y en la Misión de San Bernardo, en el actual Coahuila de Zaragoza, México.